# Pravoslaví
Tento článek je o náboženství, učení a tradici pravoslavné církve. Instituce a historie největší církve spojené s pravoslavím viz Pravoslavná církev.
Nezaměňovat se Starobylými pravoslavnými církvemi.

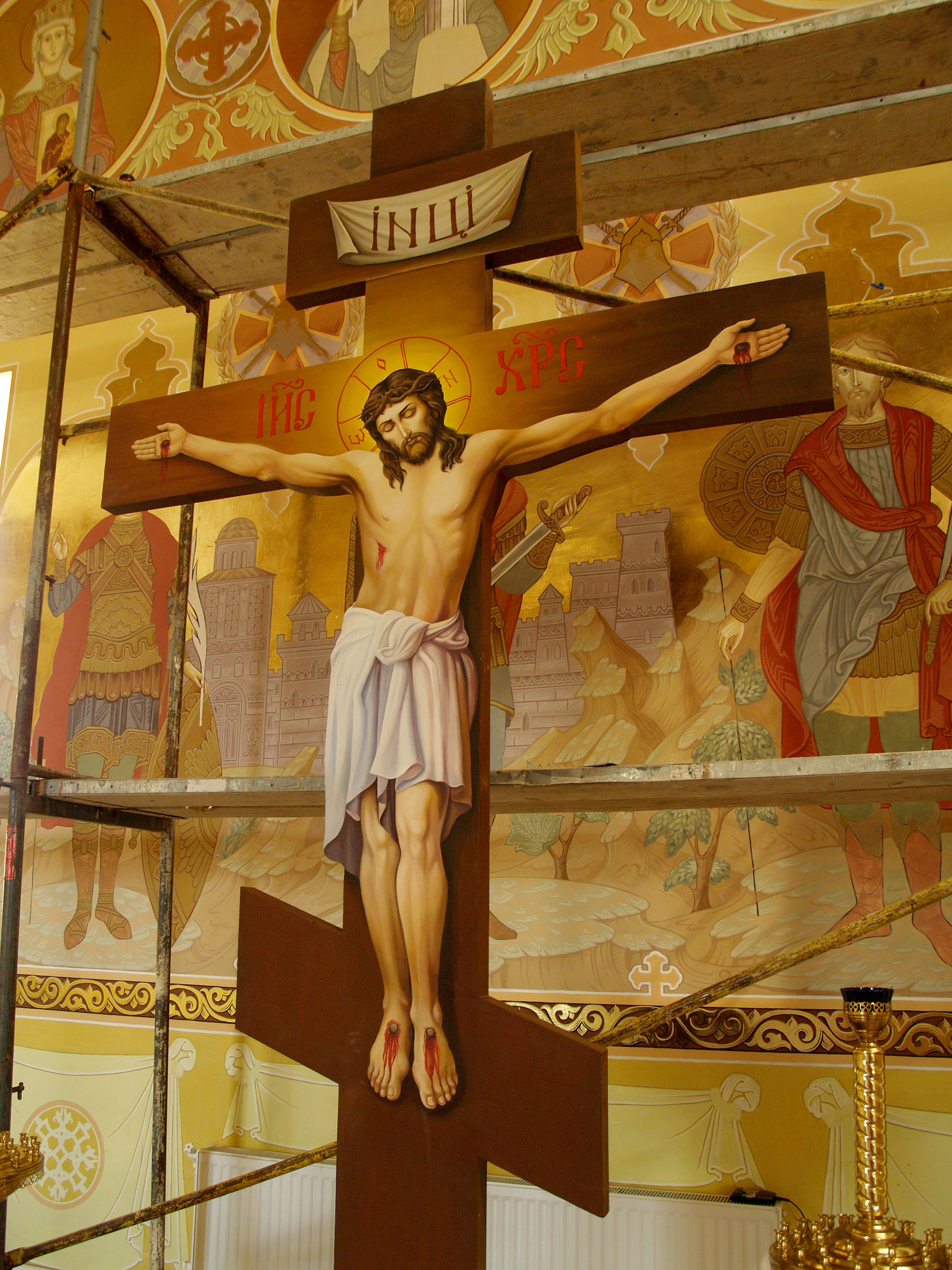
Charakteristický osmikonečný kříž spolu s ikonami v interiéru pravoslavného chrámu

Pravoslaví neboli ortodoxie, tj. pravoslavná církev či ortodoxní církev (z řeckého ὀρθός orthos správný, pravdivý + δόξα doxa sláva, názor, učení) je křesťanské náboženství a církev složená z více územních církví, které dohromady tvoří pravoslavné společenství. Pravoslavné církve mají své počátky v prvotní křesťanské obci v Jeruzalému a dále pak ve východní části římské říše, proto bývají někdy označovány též jako východní církev. Pravoslavné církve sdílejí církevní nauku a praxi, proto se o nich jako o celku, o společenství pravoslavných církví, často hovoří, jako by šlo o jedinou pravoslavnou církev. Přesto se v nuancích církevní praxe a obyčejů mezi jednotlivými místními církvemi objevují odlišnosti podle místní tradice, zvyklosti.

## Charakteristika

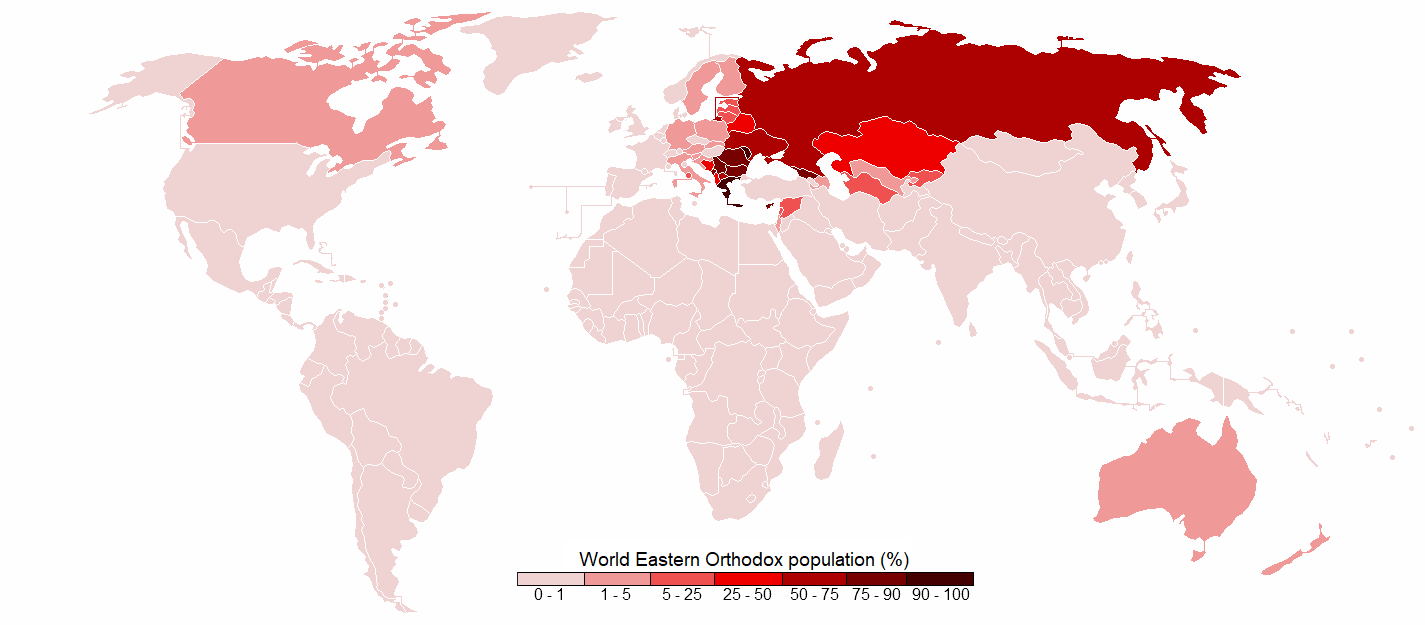
Rozšíření pravoslavného křesťanství ve světě

K pravoslaví se hlásí především obyvatelé jihovýchodních a východních evropských států, hlavně z Řecka, Rumunska, Ruska, Srbska, Ukrajiny a dalších tamních slovanských zemí. Pravoslavní věřící (často původně emigranti či konvertité), však obývají i mnoho jiných zemí, velké komunity pravoslavných věřících existují např. v USA, Kanadě nebo Austrálii.
Pravoslavná církev zachovává apoštolskou posloupnost a její učení bylo formulováno na církevních sněmech, koncilech, mezi nimiž má význačné místo sedm ekumenických koncilů v průběhu 4. až 8. století. Ke konci prvního tisíciletí postupně narůstalo napětí mezi východní a západní církví, které vedlo až k velkému schizmatu (1054), které dodnes nebylo překonáno. Definitivní rozkol církví však nastal teprve po čtvrté křížové výpravě. Přesto je nauka pravoslavné církve v některých ohledech relativně blízká nauce římskokatolické a mezi oběma církvemi pokračuje dialog. Velký rozkol byl však fixován vývojem věrouky římskokatolické církve v průběhu druhého tisíciletí – všechna tato nová dogmata přijatá na západě po roce 1054 jsou neslučitelná s pravoslavnou věroukou a spolu s odlišnou římskokatolickou spiritualitou znemožňují obnovení jednoty římské církve (a protestantských církví) s pravoslavnou církví.

## Organizace pravoslavných církví

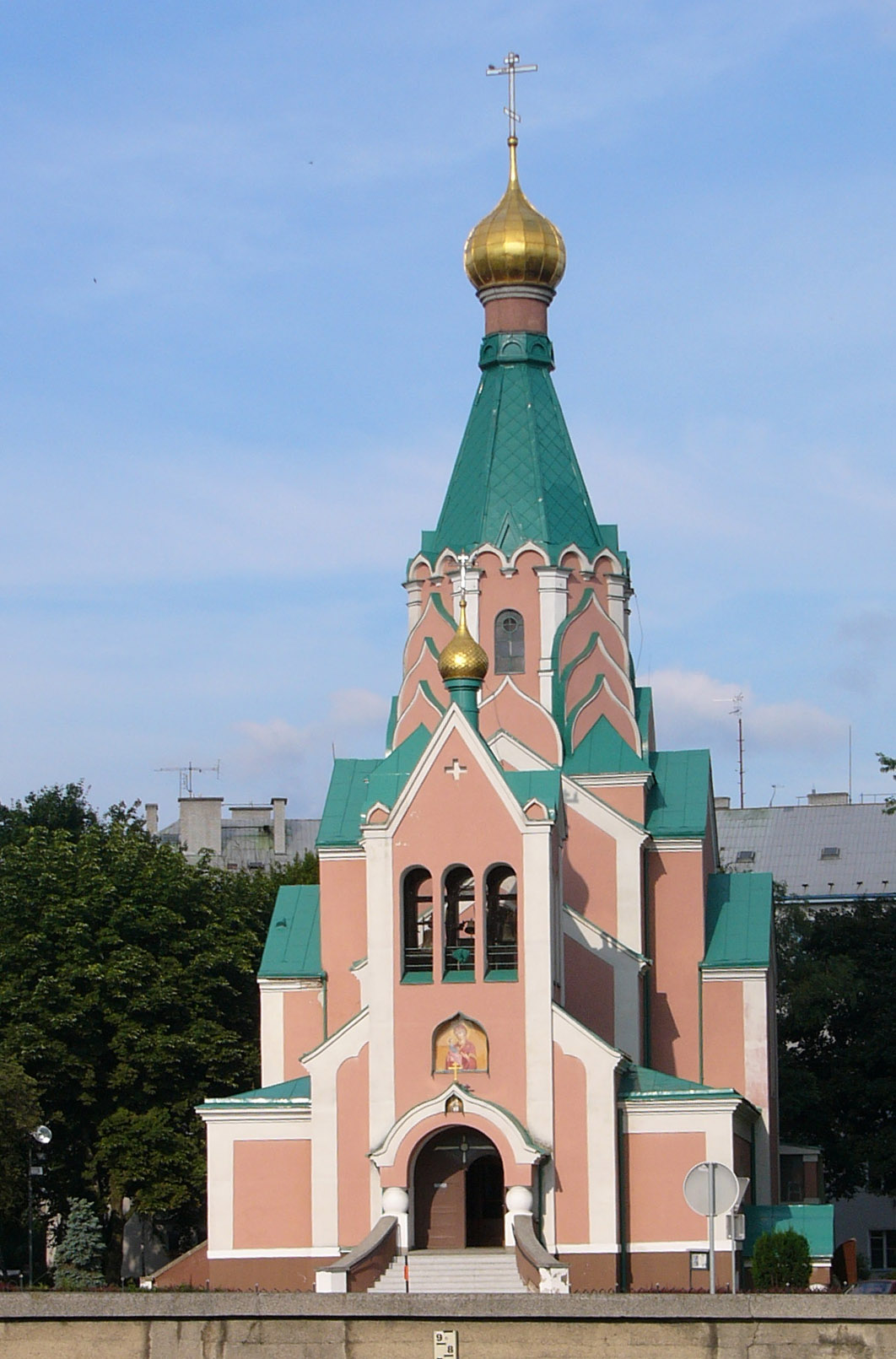
Pravoslavný chrám sv. Gorazda v Olomouci

Pravoslavná církev je společenstvím samosprávných místních církví, z nichž každá je autokefální, tj. řízená vlastním nejvyšším představitelem – prvním z místních biskupů. Všechny světové místní pravoslavné církve jsou sjednoceny nikoliv na správním principu jednoho pozemského ústředí (hlavy), nýbrž na principu společné pravoslavné víry, církevního učení zakládajícího se na Písmu svatém a posvátné Tradici, a jednotou ve svatých Tajinách (svátostech). Jednotlivé světové pravoslavné církve tedy sdílejí tutéž víru, základní správní – politické principy a liturgickou tradici. Pravoslavné církve užívají při liturgii buď starých jazyků (ve slovanských církvích často církevní slovanštiny, což je novější forma staroslověnštiny), nebo současných jazyků národních. Biskupové, kteří představují celou místní církev, bývají nazýváni patriarchové, metropolité nebo arcibiskupové. Ti předsedají biskupskému synodu, který představuje nejvyšší kanonickou, věroučnou a administrativní autoritu církve.
Základní organizační jednotkou Církve Kristovy je církevní obec – čili farnosti (církevní obce, parochie) a případně monastýry. Z duchovního hlediska je základní částicí Církve církevní sbor místních pravoslavných věřících, kteří se shromáždili spolu s řádně ustanoveným knězem kolem svatého prestolu a slouží společné svatou Tajinu Eucharistie v jednotě s celou pravoslavnou církví. Každé takové eucharistické společenství je plným projevením celé pravoslavné katolické církve v tom čase a na daném místě s veškerou plností jejích duchovních darů. Svaté Tajiny takto sloužené jsou identické se svatými Tajinami vykonávanými kdekoliv jinde a jindy v jednotě pravoslavné církve a jsou celou pravoslavnou církví uznávané jako pravé a spasitelné.

### Společenství pravoslavných církví

Pravoslavné kříže:
řecký rovnoramenný
osmikonečný (ruský pravoslavný)
řecký
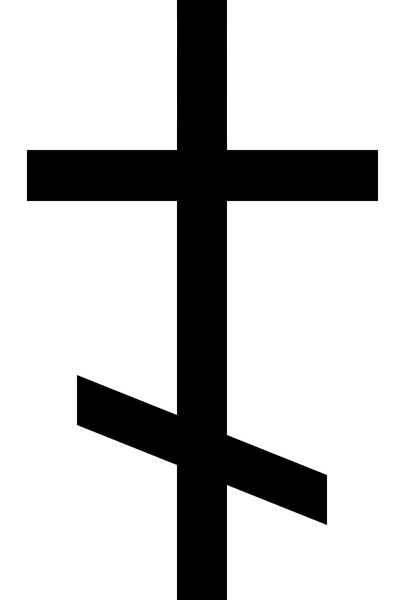
ruský
byzantský
bulharský
srbský
srbský tetragrammický
etiopský
koptský
makedonský

- Konstantinopolský ekumenický patriarchát
  - Řecká pravoslavná církev
  - Korejská pravoslavná církev
- Alexandrijský pravoslavný patriarchát
- Antiochijský pravoslavný patriarchát
- Jeruzalémský pravoslavný patriarchát
- Makedonská pravoslavná církev
- Černohorská pravoslavná církev
- Ruská pravoslavná církev
  - Čínská pravoslavná církev
  - Japonská pravoslavná církev
- Gruzínská pravoslavná církev
- Srbská pravoslavná církev
- Rumunská pravoslavná církev
- Bulharská pravoslavná církev
- Etiopská pravoslavná církev
- Kyperská pravoslavná církev
- Polská pravoslavná církev
- Albánská pravoslavná církev
- Pravoslavná církev v českých zemích a na Slovensku
- Pravoslavná církev Ukrajiny

### Ukrajinská pravoslavná církev
Konstantinopolský patriarcha Bartoloměj I. zrušil koncem roku 2018 rozhodnutí Konstantinopolského patriarchátu z roku 1686, kterým se Ukrajinská pravoslavná církev připojila k patriarchátu v Moskvě jako autonomní součást Ruské pravoslavné církve. Z iniciativy ukrajinského prezidenta Petra Porošenka vznikla s požehnáním ekumenického patriarchy Bartoloměje I. sloučením a zánikem dosavadních tří pravoslavných církví na Ukrajině, včetně Moskevského patriarchátu, sjednocená místní autokefální pravoslavná církev Ukrajiny. V reakci na rozhodnutí patriarchy Bartoloměje přerušila Ruská pravoslavná církev s Konstantinopolským patriarchátem veškeré styky.

### Pravoslavná církev v českých zemích a na Slovensku

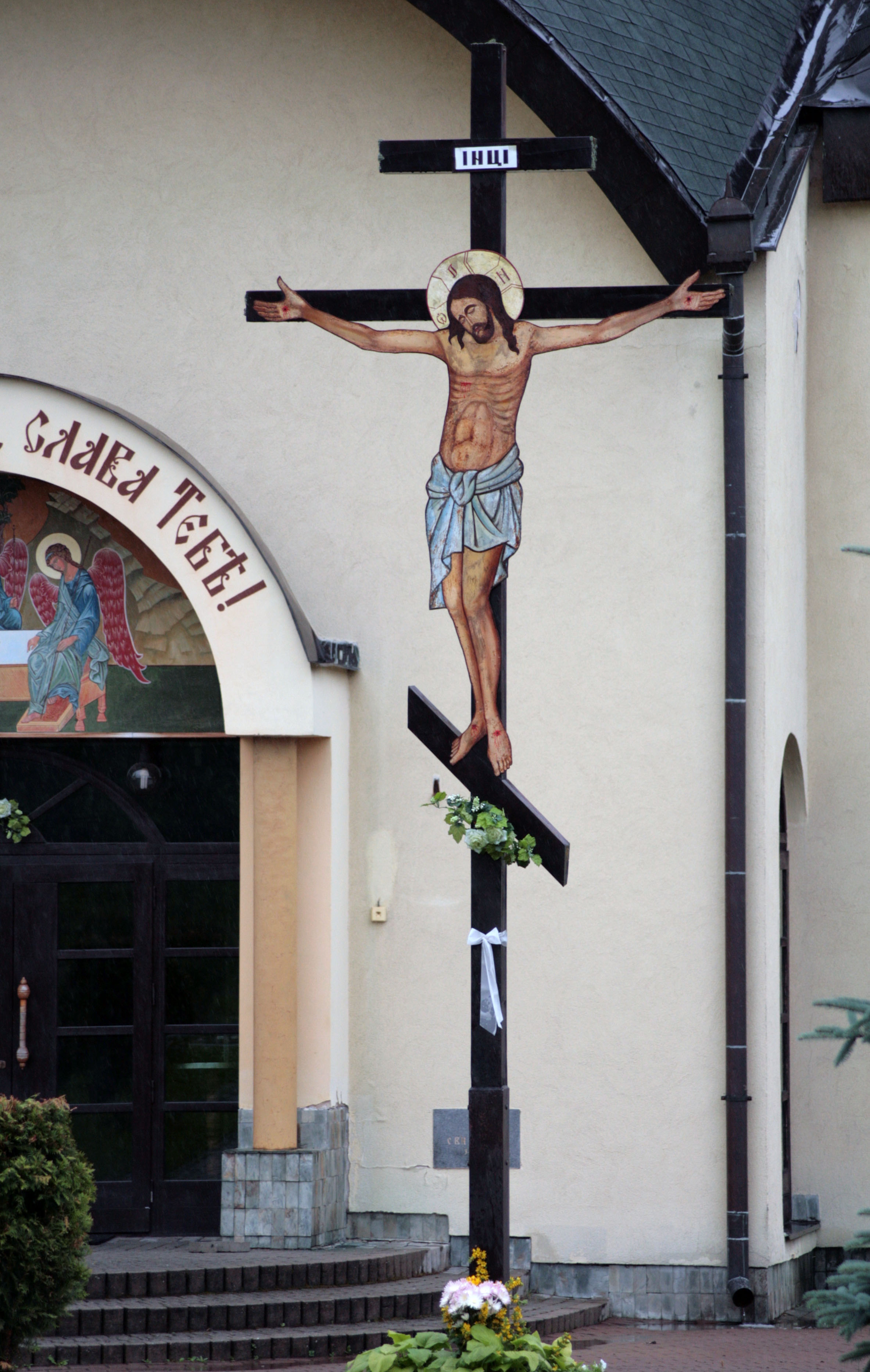
Osmikonečný kříž před vstupem do kostela ve Svidníku

Místní pravoslavnou církev v českých zemích a na Slovensku tvoří autokefální (samostatnou a nezávislou) jednotku složenou z Pravoslavné církve v českých zemích a Pravoslavné církve na Slovensku. V Česku se česká pravoslavná církev dělí na dvě eparchie (biskupství) – pražskou a olomoucko-brněnskou; v Praze sídlí arcibiskup. Na Slovensku se slovenská pravoslavná církev dělí taktéž na dvě eparchie – prešovskou a michaloveckou, arcibiskup sídlí v Prešově. Druhou místní pravoslavnou církvi oficiálně registrovanou Ministerstvem kultury České republiky je Ruská pravoslavná církev, podvorje patriarchy moskevského a celé Rusi v České republice. Vrcholným představitelem české místní církve je metropolita, kterým je podle církevní ústav volen jeden z arcibiskupů (pražský nebo prešovský) (metropolitu volí nejvyšší správní orgán místní církve, jímž je sněm skládající se ze zvolených duchovních i laiků).

## Nauka církve

### Trojjediný Bůh

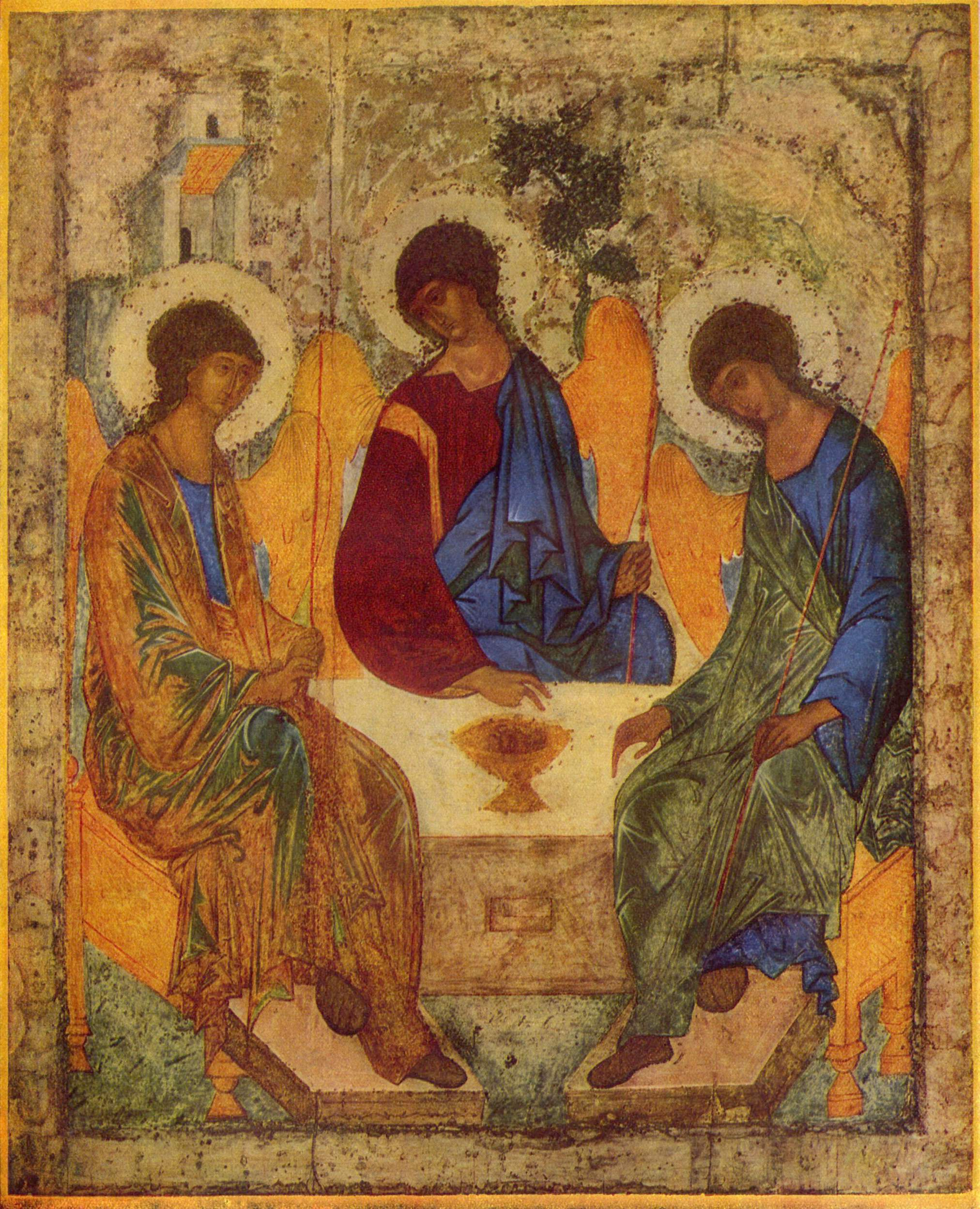
Starozákonní Trojice, Andrej Rublev (vytvořeno mezi lety 1408–1425)

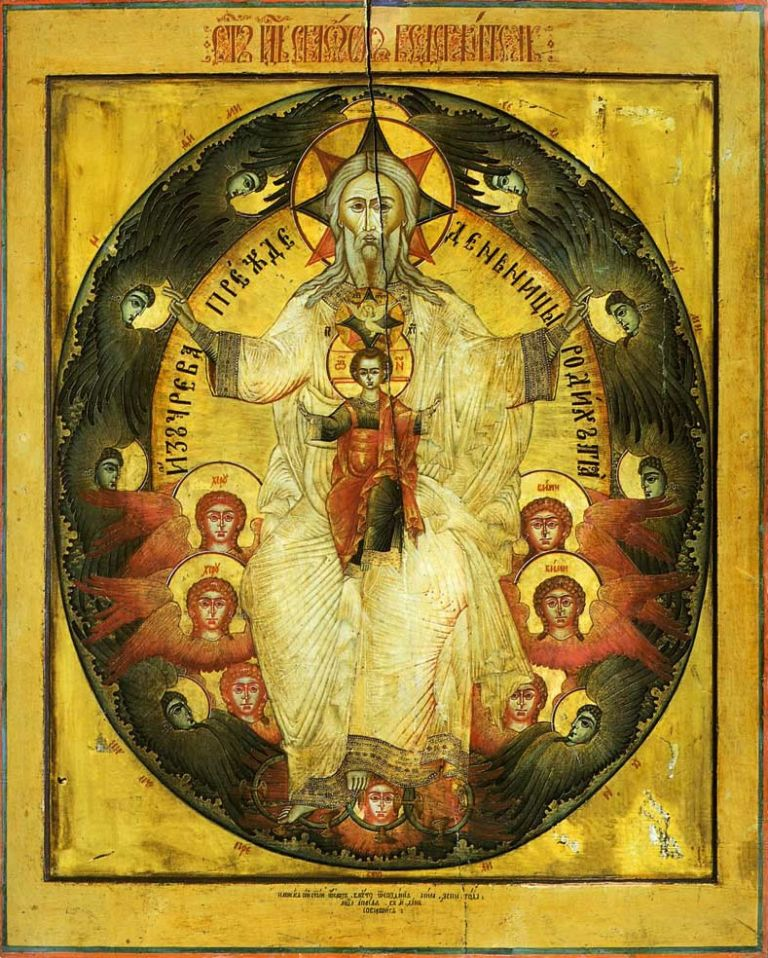
Novozákonní Trojice v podobě ikony

Pravoslavní křesťané sdílejí s ostatními křesťany víru v jednoho Boha, který je trojjediný – Všemohoucího a bez počátku Boha Otce, Všemohoucího a bez počátku Boha Syna a Všemohoucího a bez počátku Boha Ducha Svatého. V pravoslavné teologii vztahu Boha a světa hraje významnou úlohu pojem energie, které jsou odlišné od boží podstaty, avšak zároveň nevytvářejí v Bohu žádné rozdělení. Tohoto pojmu se užívá pro vysvětlení současné boží transcendence a přítomnosti ve světě a způsobu, jak je člověk schopen Boha vnímat a zakoušet. Zdrojem Božství je v Božské Trojici Bůh Otec; z Otce pochází Bůh Syn, a to způsobem věčného rození; z Otce pochází i Duch Svatý, a to způsobem věčného vycházení. Pravoslavnou nauku shrnuje nicejsko-konstantinopolské vyznání.

### Spása
Podle pravoslavné víry byl člověk původně stvořen dokonalý, ale vlastní vůlí se rozhodl pro zlo a neposlušnost vůči Bohu. Pád člověka odsoudil ke smrti; všichni lidé od Adama až po Jana Křtitele (nazývaného ve východní tradici Předchůdce) přišli po smrti do místa odloučení od Boha (hádés – podsvětí, předpeklí). Ježíš Kristus, jehož Bůh Otec poslal do světa, aby spasil (zachránil) člověka, byl však dokonalý člověk a dokonalý Bůh a tím, že na sebe přijal lidskou přirozenost, byla přirozenost člověka proměněna a člověk tak skrze Ježíše může být účastněn božské přirozenosti. Tento proces proměny lidské přirozenosti se zpětně týká i těch, kteří zemřeli před Kristem, protože Kristus po své smrti a pohřbení duší sestoupil do předpeklí a osvobozoval odtud ty, kteří zde byli smrtí zajati. Spása tedy označuje proces záchrany z mučivého odloučení od Boha.
Zemřelé poroučí Pravoslaví Bohu a církev se za ně modlí; pravoslavní věří, že nejlepší způsob života je ve společenství pravoslavné církve, neboť ke spáse je nutné přijímat svátostí (svaté Tajiny). Účasti na nebeském životě nemůže dosáhnout člověk sám – je to dar od Boha, který chce navrátit původní vztah s lidstvem. Tento dar ovšem věřící musí sám přijmout, protože nebe nemůže být nikomu vnuceno. Posledním cílem člověka je ve východní teologii θεώσις (theósis zbožštění, v západní teologii pojmu odpovídá lat. divinisatio), sjednocení s Bohem.

### Tradice a Písmo svaté

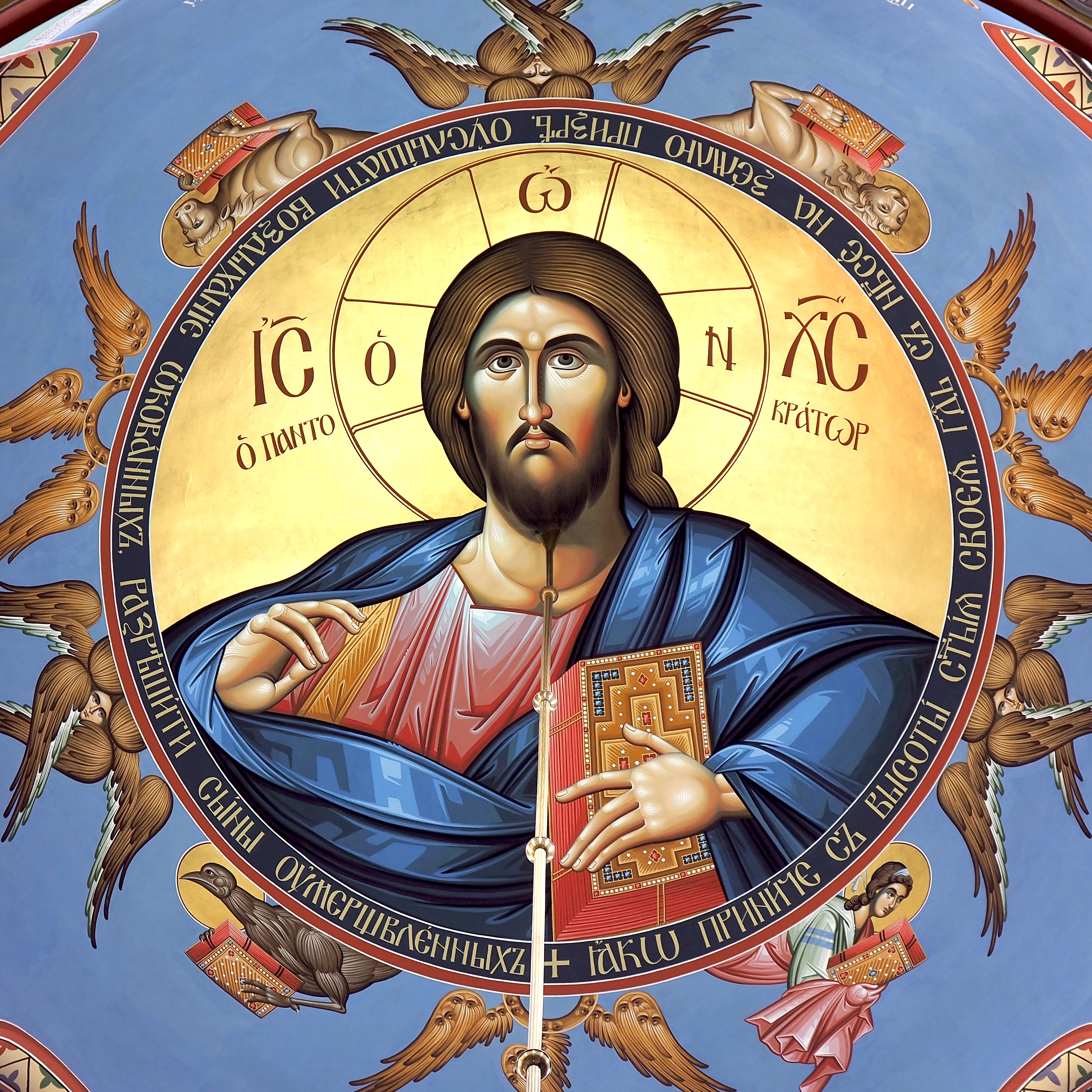
Kristus Pantokrator v bělehradském chrámu sv. Alexandra Něvského v Srbsku

Na rozdíl od protestantství a podobně jako katolíci považují pravoslavní Bibli za ústřední součást „tradice“ (pravoslavní však nepovažují tzv. „deuterokanonické“ knihy za stejně posvátné jako kanonické knihy Bible; považujeme za posvátné, užitečné a poučné, ale nikoliv za inspirované Bohem v plném smyslu toho slova). Tradice dále zahrnuje vyznání víry, dogmata a pravidla (kánony) – ustanovení sedmi všeobecných koncilů a ostatních všeobecně uznávaných místních sněmů, díla – spisy církevních Otců, ostatní pravoslavné kánony, liturgické knihy, životy svatých, ikony atd. Podle pravoslaví Duch Svatý v průběhu dějin postupně odhaluje církvi další a další projevy pravdy, která však byla v plnosti přítomna v Církvi už od svatých apoštolů (Evangelium je plnost pravdy, k níž nelze už nic nového přidat, jen stále hlouběji a nových úkazech ji poznávat). Církev obhajuje svoji tradici výrokem apoštola Pavla:
Nuže tedy, bratří, stůjte pevně a držte se toho učení, které jsme vám odevzdali, ať už slovem nebo dopisem (2 Sol 2,15). V Písmu svatém Nového zákona je řada dalších dokladů, že vedle psané tradice měl Boží lid i ústně předávanou nepsanou tradici. V době novozákonní vidíme, že bylo období, kdy Církev neměla ani Evangelium zapsáno a celá křesťanská víra a zvěst byla v této době ústní tradicí.

### Bohorodička, Bohorodice

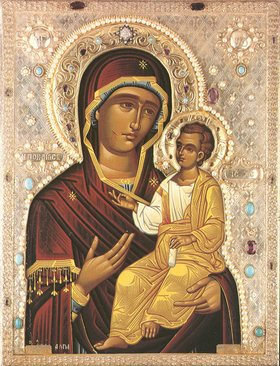
Ruská ikona s Bohorodičkou z 11. století

Mnoho tradic v pravoslaví má vztah k Panně Marii, která je uctívána jako Theotokos, Bohorodička (zejména v liturgických a teologických textech je nazývána Přesvatou Bohorodicí). Podle pravoslaví zůstala i po Kristově porodu pannou. Pravoslavní věří, že Marie jako jediný člověk nikdy nezhřešila, zároveň však odmítají katolické dogma o neposkvrněném početí Panny Marie. Ačkoli pravoslavní věří, že Marie zemřela a pak byla i s tělem vzata do nebe, neztotožňují se s podobnou římskokatolickou naukou o nanebevzetí Panny Marie, ale slaví namísto toho svátek Zesnutí Panny Marie (známé i ze západní liturgické tradice pod názvem dormitio).

### Vzkříšení
Vzkříšení Krista, jeho pascha, je základní oslavou pravoslavného liturgického roku a je považováno, stejně jako u katolíků, za historickou událost. Svým vzkříšením Ježíš vysvobodil lidstvo z moci smrti a umožnil každému, aby měl účast na jeho nesmrtelnosti. Každý pravoslavný svátek má vztah ke vzkříšení, stejně tak každá neděle je jeho připomínkou (proto je v řečtině neděle Κυριακή = den Páně, a v ruštině Воскресение = Vzkříšení). Obsah svátku stručně a slavnostně postihuje paschální tropar, který se zpívá v pravoslavné církvi od Paschy po celé 39 dní trvající paschální období: Vstal z mrtvých Kristus, smrtí smrt překonal a jsoucím ve hrobech život daroval.

### Svatí a zemřelí
Za svaté označují pravoslavní takové lidi, kteří jsou podle přesvědčení církve v nebi a mohou se u Boha přimlouvat za žijící zde na zemi. Přízvisko svatý se dává v pravoslaví např. i Adamovi a Evě, Mojžíšovi, různým prorokům, mučedníkům a andělům. Nedávno začal konstantinopolský patriarcha podle staré praxe vydávat zvláštní okružní list, v němž církev uznává lidovou úctu ke svatým. Za svatého je křesťan prohlášen při bohoslužbě zvané proslavení (kanonizace) – jí se ovšem křesťan svatým nestává, církev ho pouze za svatého oficiálně uznává a tím věřícím doporučuje jeho uctívání. Samotní věřící (duchovní i laikové) mohou vydat silný podnět ke kanonizaci translací ostatků, neboli jejich přenesením (do chrámové krypty/hrobky).

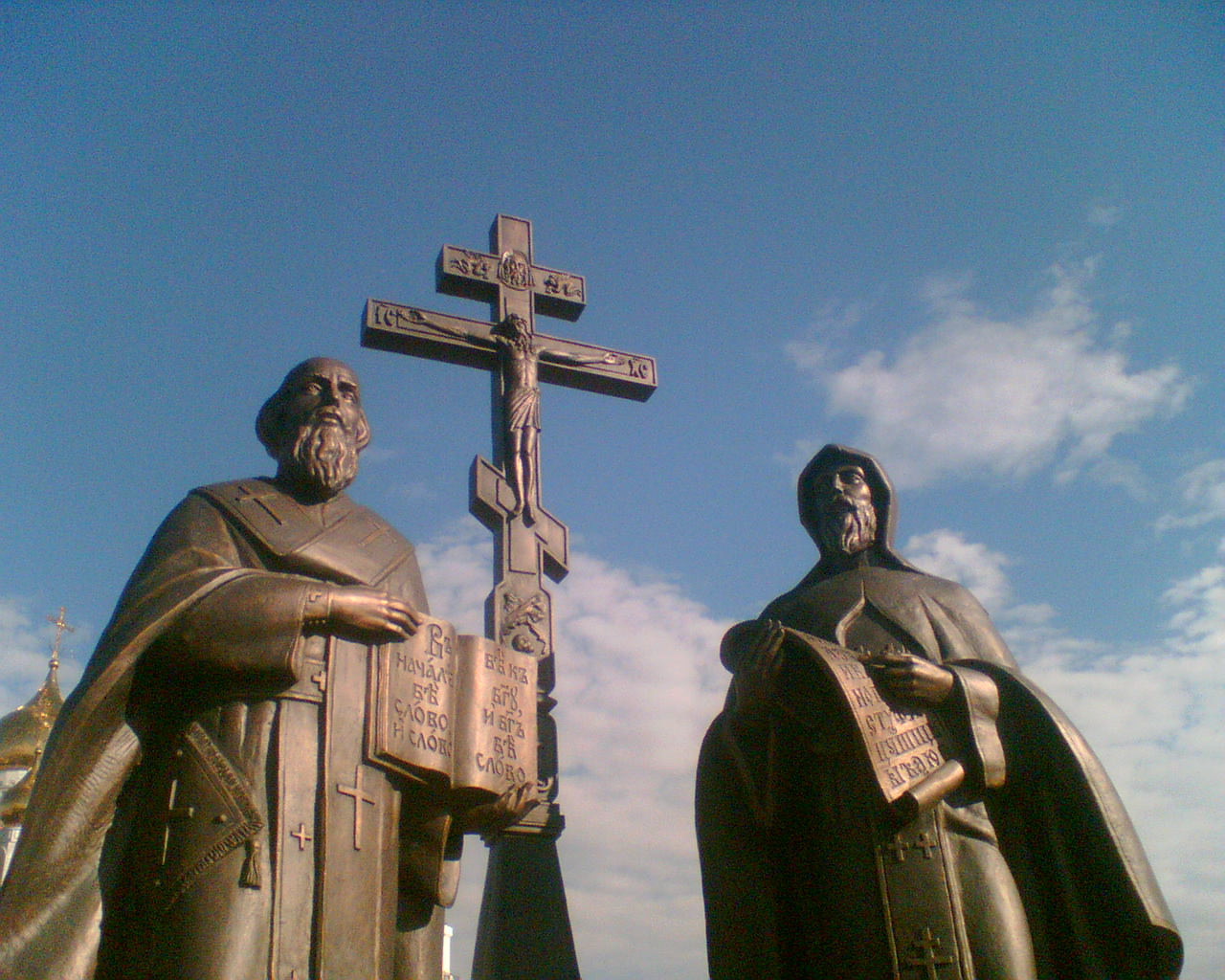
Svatí Cyril a Metoděj, Chanty-Mansijsk v Rusku

Pro kanonizaci je důležité, aby se v církvi rozšířilo a trvalo uctívání zesnulé osoby jakožto svatého a aby byl znám zázrak vykonaný Bohem na přímluvu tohoto světce. Svědectvím o svatosti dotyčného jsou dále např. nerozkládající se ostatky, či myrotočivé ostatky, myrotočivá ikona (ke kanonizaci však ostatky nejsou nutné). Na druhé straně samotné netlející ostatky nejsou ještě důkazem svatosti a není-li dotyčný známý svou pravoslavnou vírou, pak se na tento jev nebere zřetel (jsou totiž případy, kdy se ostatky nemusí rozkládat z důvodu prokletí apod.)
Ke světcům se pravoslavní obracejí s úctou a prosbou o přímluvu – modlitbou; podle pravoslavné víry svatí v nebi prosbám naslouchají a mohou pomoci. Každý oltář (v pravoslaví se oltářnímu stolu říká „prestol“ – tj. trůn) v pravoslavném chrámu obsahuje ostatek světce, obvykle mučedníka, interiér chrámů zdobí ikony světců. Mnoho pravoslavných křesťanů se vydá i na dlouhou pouť, aby uctili svaté ostatky světce, jehož jméno nosí.
Samostatnou kapitolou tzv. světců, jsou jurodiví, kteří jsou nedílnou součástí pravoslavné církve a to především v Rusku.

### Svaté tajiny

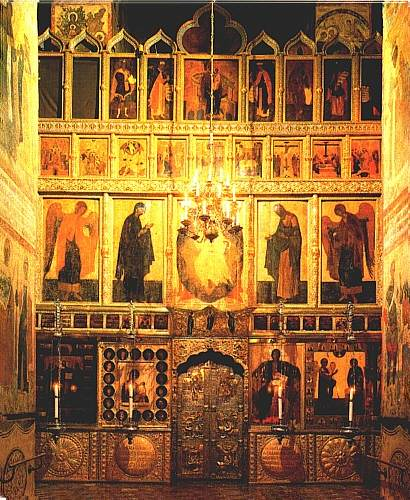
Ikonostas v katedrále Zvěstování v Moskvě

V některých ohledech je pravoslavný pohled na svaté Tajiny podobný římskokatolickému pojímání svátostí. Na první pohled by se mohlo zdát, že Pravoslaví uznává stejně jako římskokatolická církev sedm svátostí, ve skutečnosti ale tento počet není pevně určen. Pravoslavná Církev téměř nikdy nemluví o svátostech, ale označuje je raději jako svaté tajiny. Pojem „Tajina“ vychází z řečtiny (mysterium) a jedná se o akt, kterému nelze porozumět skrze analytické myšlení, přesahuje obecné lidské chápání – jediný možný způsob porozumění je skrze osobní účast a zkušenost. Ke Svatým Tajinám nemají přístup ti, kdo nejsou pravoslavnými křesťany (dříve nesměli lidé mimo církev konání svatých Tajin ani spatřit). Bůh se nás dotýká skrze hmotné věci, např. vodu, víno, chléb, olej, kadidlo, svíce, oltář, ikony atd. Tajina je hlubší způsob Božího působení, kdy Bůh proměňuje nějakou materii, posvěcuje, ustanovuje k církevní službě a proměňuje (očišťuje) nitro člověka a sjednocuje ho se Sebou. Za nejhlubší Tajinu považují pravoslavní eucharistii, skrz kterou dochází k bezprostřednímu společenství s Bohem a k průniku Božího Království s naším světem.

### Křest
Křtem se člověku odpouštějí hříchy (prarodičovský hřích i jeho osobní hříchy) a je začleněn do mystického těla Kristova, stává se členem církve. Křest se v pravoslaví provádí ponořením třikrát ve jménu tří Osob Nejsvětější Trojice; třikrát na památku třídenního Kristova pohřbení a Jeho následného vzkříšení. Křest je považován za smrt starého člověka účastí na ukřižování a pohřbu Kristově a znovuzrozením do nového života v Kristu účastí na jeho vzkříšení. Pravoslavná církev křtí obvykle děti krátce po narození. Konvertité k pravoslaví z jiných křesťanských církví jsou přijímáni na základě toho, odkud přicházejí, buď křtem nebo myropomazáním (sjednocení pouhým vyznáním pravoslavné víry se konalo na některých místech v části 20. století a dnes se už prakticky nevyskytuje; řada světových pravoslavných církví přijímá konvertity pouze skrze pravoslavný křest: Řecko, Athos, Jeruzalém a nově se šíří i v Rusku; je to výrazem teologického ekleziologického zhodnocení vzdálenosti mezi pravoslavím a římským katolicismem).

### Myropomazání
Myropomazání (jemuž v západní církvi odpovídá biřmování) je tajina, při níž je pokřtěnému darován dar Ducha Svatého pomazáním svatým myrem (pravoslavný termín pro křižmo). V pravoslavné církvi koná Tajinu myropomazání každý kněz – na rozdíl od římskokatolické církve, kde biřmování může vykonat jenom biskup; pravoslavný kněz však svaté myro nikdy sám nepřipravuje ani nesvětí, ale dostává je od biskupa již posvěcené (myro může světit jenom hlavní představitel místní pravoslavné církve; v praxi je světí jenom patriarchové a rozdávají je ostatním biskupům a představitelům menších pravoslavných církví). Myropomazání se provádí zpravidla hned po křtu, a to i u malých dětí. Pokřtěný a myrem pomazaný pravoslavný křesťan se stal plným členem církve a smí se účastnit nehledě na svůj věk eucharistie.

### Božská liturgie

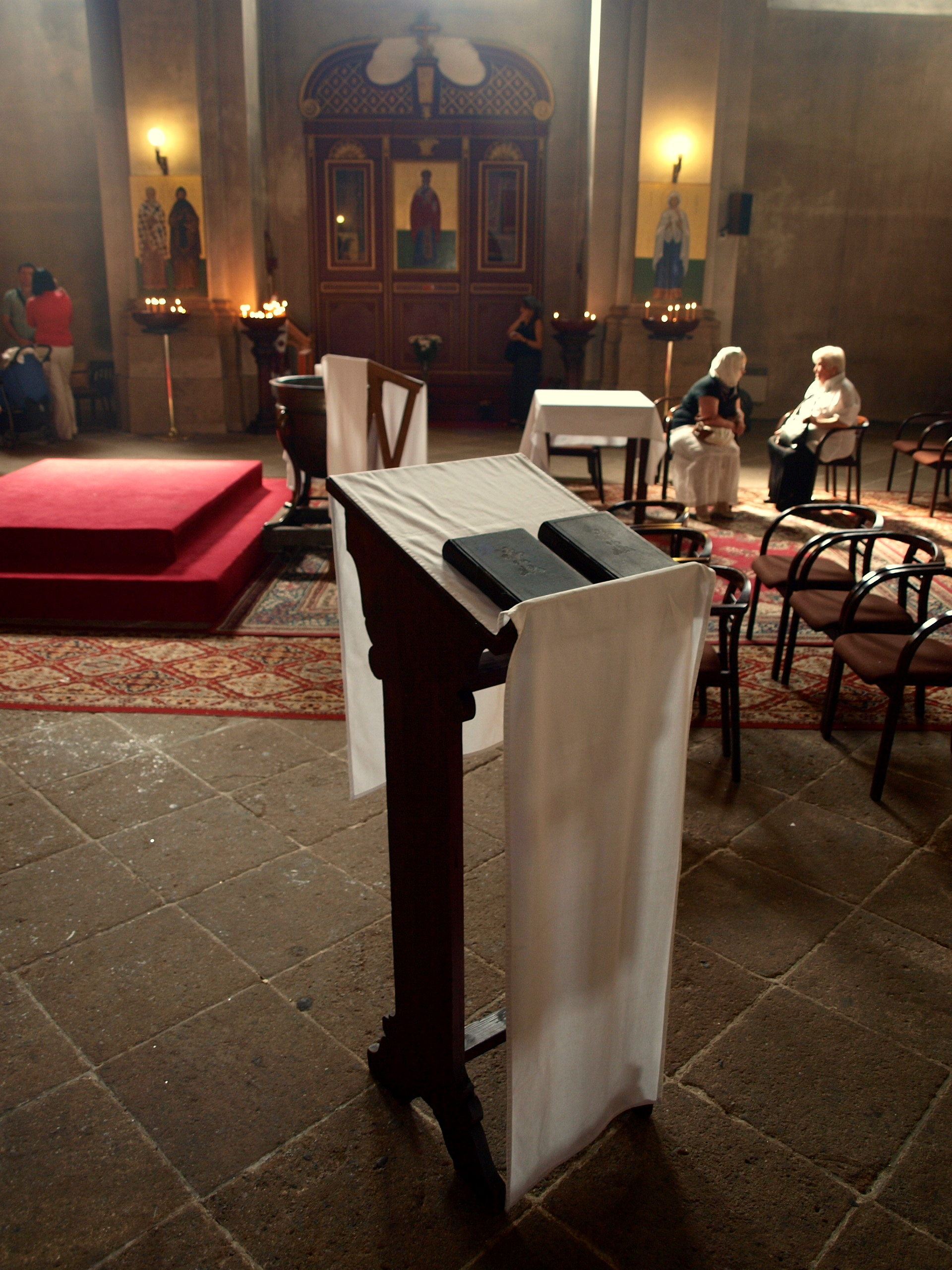
Analoj (analogion), podstavec pro knihy při čtení či zpěv žalmů

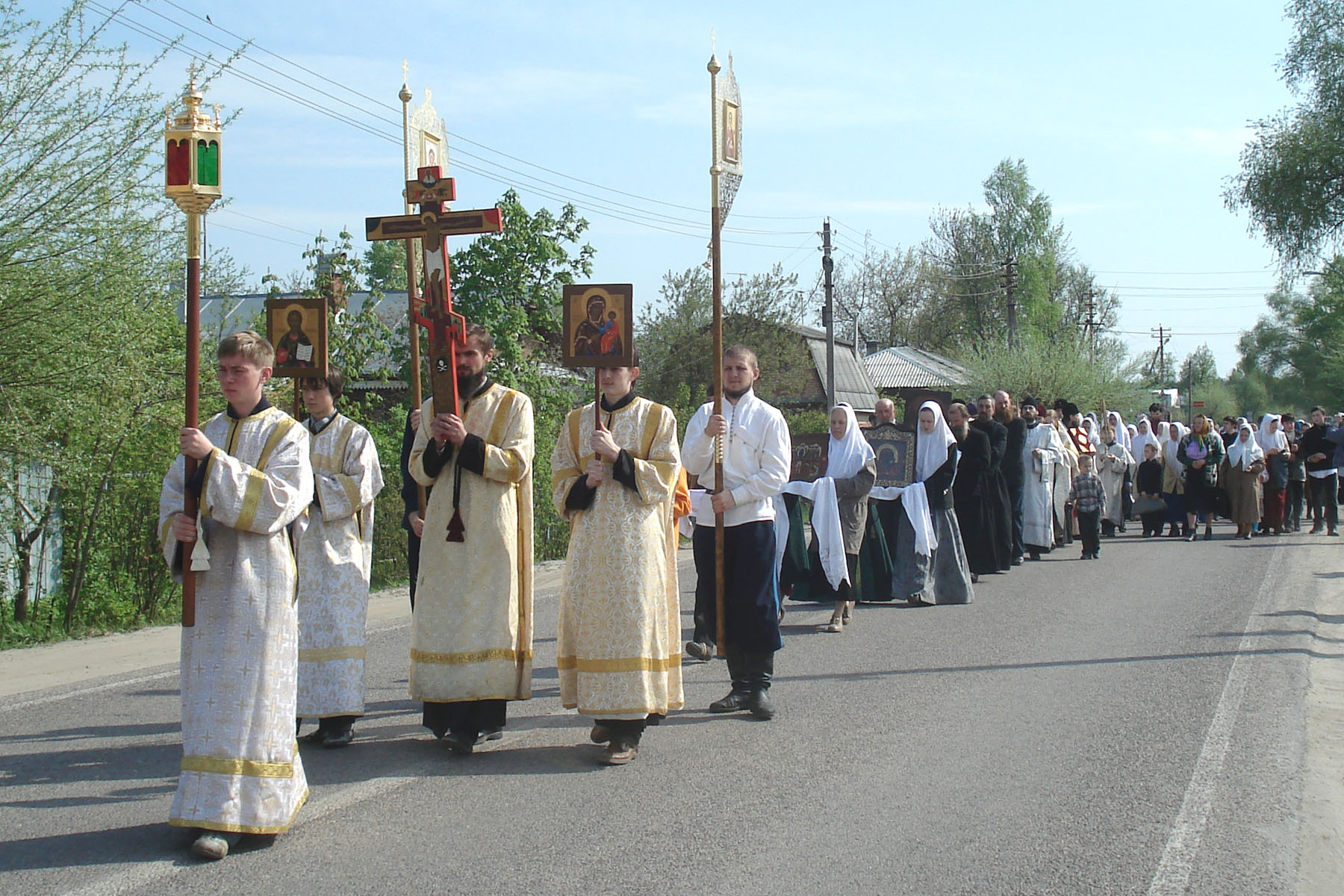
Procesí ruských pravoslavných

Eucharistie je středem pravoslavné liturgie. Pravoslavní stejně jako katolíci věří, že chléb a víno posvěcené při božské liturgii jsou proměněny v tělo a krev Ježíše Krista; na rozdíl od katolíků se ovšem nesnaží popsat, jak k tomu dochází, a považují to za lidskému rozumu nepřístupné tajemství; věří však, že Eucharistie je pravým tělem a skutečnou krví Kristovou. Učení o transsubstanciaci bylo vytvořeno až po schizmatu mezi východní a západní církví a pravoslaví je nikdy formálně nepřijalo ani neodmítlo. Účast na eucharistii smějí mít pouze pokřtění a myrem pomazaní pravoslavní křesťané, kteří se připravili postem, modlitbou a zpovědí. Přijímání sestává z přijetí těla Kristova a krve Kristovy (přijímání je tedy zásadně pod obojí způsobou) – podává je kněz na lžičce přímo do úst přijímajícího. Chléb k eucharistii se namáčí do vína a používá se na rozdíl od západní církve jedině kvašený (artos). Pokřtěné děti pravidelně přijímají už od nejútlejšího věku.

### Zpověď – tajina Pokání
Hřích odděluje člověka od Boha i od Církve. Proto bývá pokání nazýváno druhým křtem slzami (sv. Efrém Syrský), kterým se člověk vrací zpět k Bohu a k Církvi. V modlitbě, kterou kněz čte nad kajícníkem a uděluje mu tím rozhřešení, se k Bohu obrací mj. s těmito slovy: „…daruj mu pravé pokání, odpuštění a prominutí hříchů…, smiř ho a sjednoť se svatou Církví svou…“
Pravoslavní křesťané, kteří spáchali hříchy (a každý se dopouští hříchů – úmyslných i neúmyslných), a kají se z nich, mají pevné odhodlání se napravit a touží znovu se sjednotit s Církví s Bohem a obnovit svůj život, vyznávají při obřadu svaté Tajiny pokání své hříchy Bohu před ikonou Ježíše Krista a v přítomnosti kněze, který se pak modlí za Boží milosrdenství a potvrzuje je požehnáním a udělením rozhřešení všech hříchů úmyslných i neúmyslných. Tato zpověď je často také využívána k žádosti o duchovní radu, proto bývá součástí tajiny pokání i duchovní rozhovor mezi kajícníkem a zpovědníkem. Pravoslaví nehledí na hřích jako na právní prohřešek, za nějž musí následovat trest, ale spíše jako na nemoc, jíž je potřeba vyléčit. Nějaká forma udělení pokání (epitimie) se proto má udělovat vždy, zváží-li kněz, že je toho zapotřebí (bývá to čtení modlitebních kánonů, konání poklon, mimořádný půst a ve vážnějších případech dočasné oddělení od eucharistie doprovázené intenzivní modlitbou a postem).

### Manželství

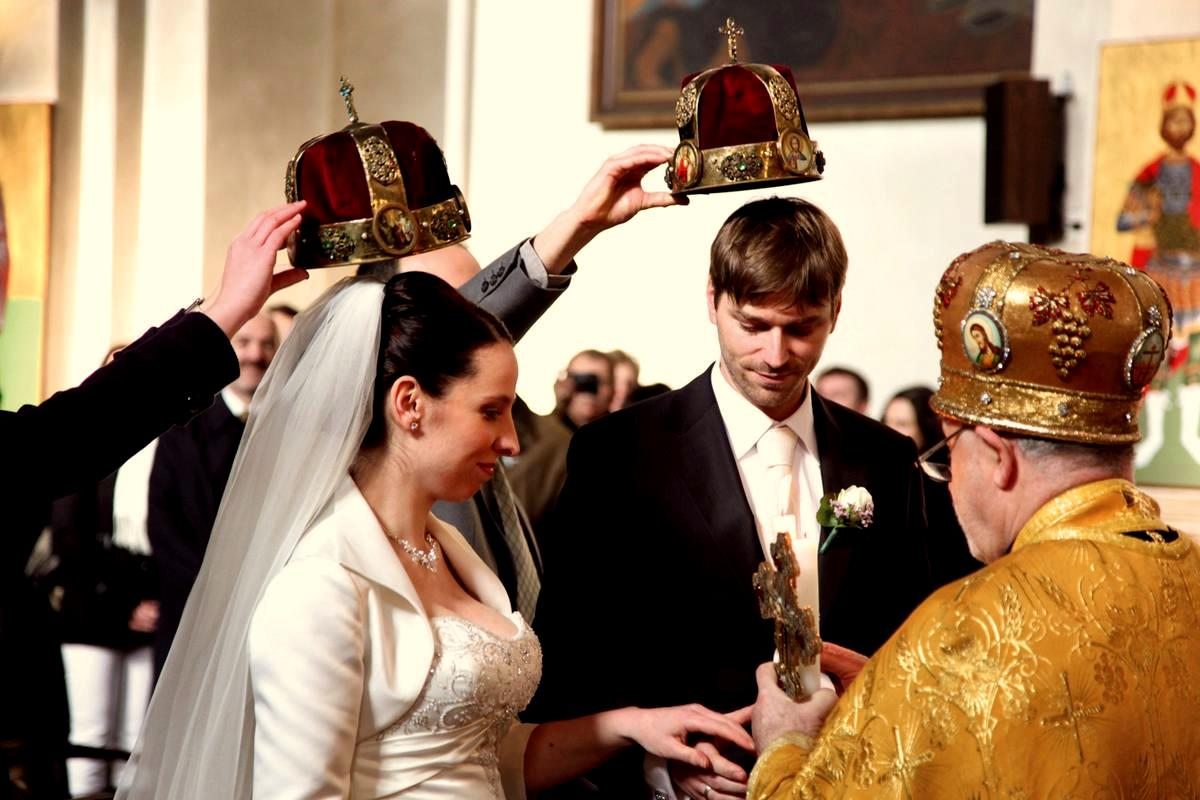
Pravoslavná svatba

Podle pravoslavných je manželství Božím aktem, kdy Bůh dva spojuje v jediného člověka. Plození dětí není jediným smyslem manželství, ale spojení muže a ženy je chápáno jako odraz sjednocení s Bohem. Pravoslavná svatba má obvykle dvě části – výměnu prstenů a korunovaci. Oproti západnímu pojetí svatby netvoří součást pravoslavného uzavírání manželství výměna manželského slibu.

### Tajina svěcení kněžstva

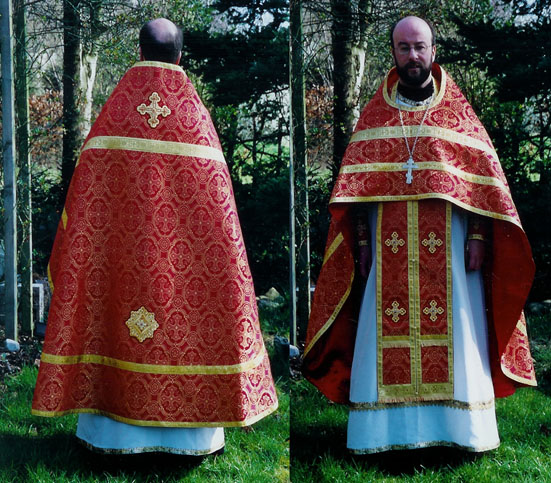
Pravoslavný kněz oblečený do liturgického oděvu byzantského ritu (má na sobě podřízník, epitrachil a felon

Pravoslaví stejně jako další církve liturgické tradice uznává tři úrovně kněžského svěcení (čili chirotonie); jsou tři kněžské stupně církevních představených – biskupové (čili episkopové), kněží (presbyteři) a diákoni (jáhnové). Krom těchto svěcení existují další nižší stupně duchovenstva, do nichž je uváděno nikoliv svěcením ale postřižením (chirotesií) (zpěváci, žalmisté, hypodiakoni a další). Pravoslavní kněží a diákoni se mohou před svěcením oženit; po vysvěcení se duchovní již oženit nemůže; na biskupa však může být vysvěcen pouze mnich.

### Pomazání svatým olejem
Pomazání nemocných se v pravoslaví uděluje těm, kdo potřebují duchovní nebo tělesné uzdravení. Krom toho se uděluje na Čistou středu (v tzv. „čistém týdnu“ – tj. prvním týdnu Velikého půstu) nebo Velkou středu (ve strastném, čili pašjiovém týdnu před Paschou) všem věřícím, často se uděluje o velkých svátcích i o jiných příležitostech. Správně má tuto tajinu udělovat sedm kněží.

## Východní zbožnost
Jejími hlavními znaky jsou konzervatismus a tradice, individualismus, a přímý, subjektivní vztah k trojičnímu božstvu, o který věřící usilují v různých záhadách a především prostřednictvím kontemplace – tj. rozjímáním, jehož prostřednictvím se snaží pravoslavný věřící o navázání kontaktu s Bohem ve svém nitru.[zdroj?] Východní teologie je emotivní a spekulativní, zatímco západní má mnohem více racionální charakter.[zdroj?]
Pravoslaví nezná učení o očistci. Některými pravoslavnými je přijímáno učení o vzdušných celnicích.

## Liturgická praxe

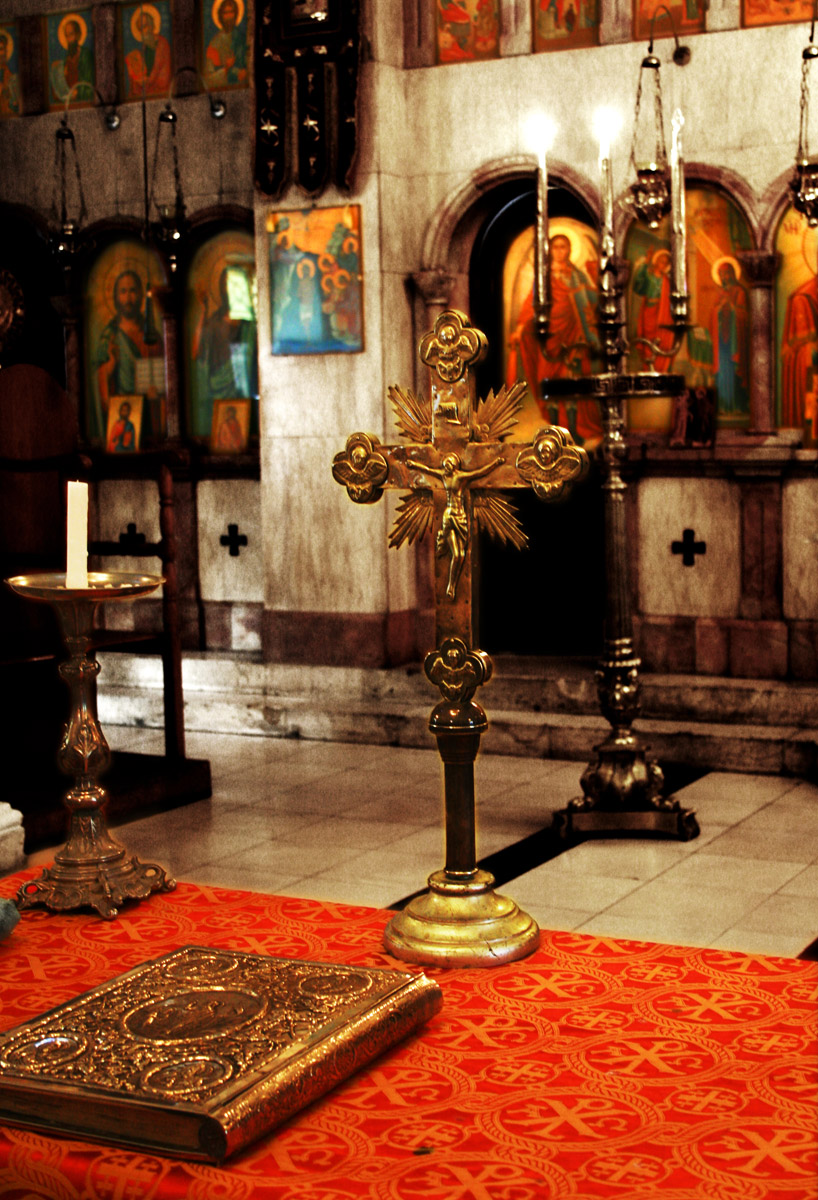
Interiér pravoslavného kostela

Pravoslavná církev slouží bohoslužby na rozdíl od většiny katolické církve podle východních ritů (obřadů). Slovanské a řecké pravoslavné církve používají byzantský ritus. V otázce obřadů je pravoslaví značně konzervativní a nejčastěji užívaná liturgie sv. Jana Zlatoústého prošla od 5. století jen malými změnami. Ve srovnání s katolickou církví bývají pravoslavné bohoslužby delší, nepoužívají se při nich hudební nástroje a kněz většinu bohoslužby hledí stejným směrem jako lid (je tedy k němu obrácen zády). Katolická církev umožňuje užívání východních ritů při svých bohoslužbách, tuto otázku tedy ve svém vztahu k pravoslaví nevnímá jako překážku. Naopak pravoslavná církev současný západní ritus odmítá.
Většinu dní v roce se může konat Božská liturgie sv. Jana Zlatoústého. Desetkrát do roka se koná Božská liturgie sv. Basila Velikého, která je starobylejší a delší než předchozí druh liturgie. Tato liturgie se buď slouží ve dvou variantách: jako večerní bohoslužba nebo jako bohoslužba jitřní (někde se však večerní liturgie v praxi stejně slouží dopoledne).
Dny, kdy je předepsáno konat liturgii sv. Basila:
1. předvečer svátku Narození Páně se koná /večerní/ liturgie sv. Basila (nepřipadne-li však den před svátkem Narození na sobotu nebo na neděli; v takových případech se koná liturgie sv. Basila /ráno/ v den samotného svátku)
2. 1./14. ledna /ráno/ (svátek sv. Basila Velikého a svátek Obřezání Páně)
3. předvečer svátku Zjevení Páně (Theofanie, Bogojavlenije, Křest Páně) se koná /večerní/ liturgie sv. Basila (nepřipadne-li však den před svátkem Zjevení Páně na sobotu nebo na neděli; v takových případech se koná liturgie sv. Basila /ráno/ v den samotného svátku)
4. První neděle Velkého půstu /ráno/ (tzv. neděle oslavy Pravoslaví)
5. Druhá neděle Velkého půstu /ráno/ (sv. Řehoře Palamy)
6. Třetí neděle Velkého půstu /ráno/ (uctívání sv. Kříže)
7. Čtvrtá neděle Velkého půstu /ráno/ (ct. Jana Klimaka – Sinajského)
8. Pátá neděle Velkého půstu /ráno/ (ct. Marie Egyptské)
9. Velký čtvrtek /večerní/ (čtvrtek před Paschou)
10. Veliká sobota /večerní/ (sobota před paschální nedělí)

Ve všední dny Velkého půstu se nekoná žádná z těchto dvou typů liturgie, protože se podle tradice v tyto dny nekoná proměňování chleba a vína na Tělo a Krev Kristovy. Svaté dary jsou proměňovány v předcházející neděli a následující velkopostní všední dny se koná zvláštní večerní bohoslužba: liturgie předem posvěcených Darů, při které je k přijímání podávána eucharistie proměněná v neděli. Tato bohoslužba má kající charakter a kněz ji vykonává v tmavém bohoslužebném rouchu.

Na svátek sv. Jakuba se na některých místech konává nejstarobylejší liturgie sv. Jakuba, bratra Páně.

Je několik dnů v roce, kdy se liturgie nekoná; za všechny lze uvést Velký pátek. V tento den se však slouží jiné druhy bohoslužeb.
Důležitou roli v liturgii východních ritů hraje církevní kalendář. Liturgický rok se řídí dvěma druhy kalendáře (toto rozdělení nijak nesouvisí s jiným dělením na kalendář juliánský a gregoriánský). Pohyblivý kalendář je každý rok posunutý jinak a jeho základ tvoří Velikonoce; určuje dobu Velkého postu, data některých velkých svátků a rozložení evangelijních čtení na neděle po celý následující rok. Nepohyblivý kalendář je každý rok stejný a určuje zvláště datum svátku každého světce, ale i některé velké svátky (např. Vánoce jsou nepohyblivý svátek).
V otázce užívání kalendáře jsou v současnosti jednotlivé pravoslavné církve rozděleny na dva tábory. Převážná většina pravoslavných křesťanů se řídí pouze juliánským kalendářem (v tomto kontextu tzv. „církevním“ nebo „starým“), zatímco jiní začali jako základ nepohyblivého kalendáře používat gregoriánský kalendář (tzv. „občanský“ nebo „nový“). Až na výjimky však všichni pravoslavní od juliánského kalendáře stále odvozují datum Velikonoc (paschy) a tedy i celý pohyblivý kalendář.
Výpočtu data Velikonoc se týkají některé posvátné kánony svatých otců a další ustanovení církevní tradice. Pravoslavné Velikonoce nesmí podle posvátné tradice být nikdy spolu s židovským svátkem Pesach nebo před ním, a to kvůli tomu, že Kristus vstal z hrobu až po svátku Pesach (nejedná se tedy o žádný antisemitismus). Velikonoce v římskokatolické církvi v některých letech nesplňují toto svatootcovské ustanovení a připadají na Pesach nebo dokonce před něj (naposled byly Velikonoce v římskokatolické církvi před svátkem Pesach v roce 2005).

## Východní mnišství

Schéma (schima), které nosí pravoslavní mniši

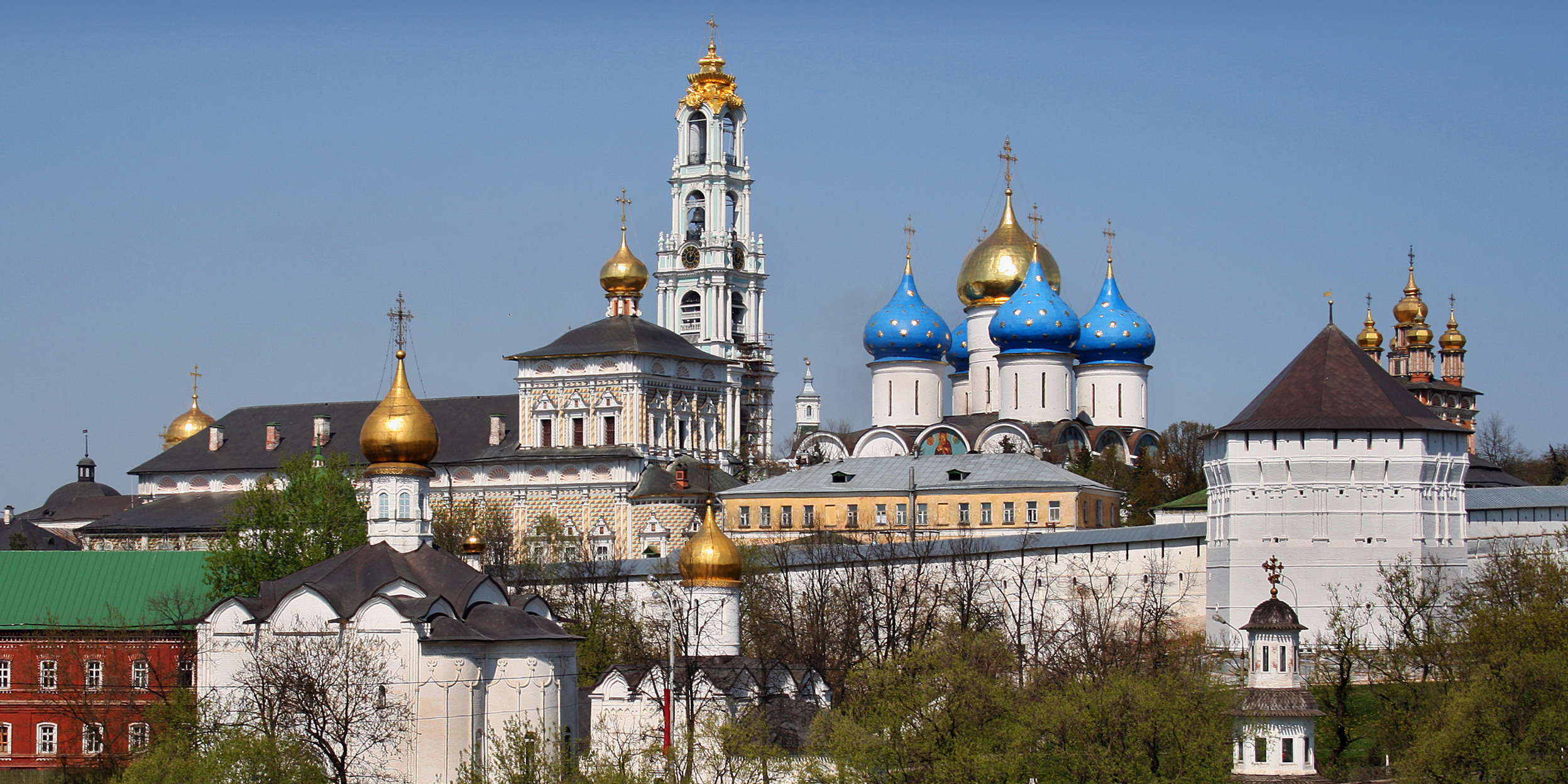
Trojicko-sergijevská lávra. Jeden z nejvýznamnějších pravoslavných monastýrů v Rusku

Poustevnické a mnišské hnutí má své kořeny na východě. S jeho prvními projevy se setkáváme ve 3. století v Egyptě, kde také vznikly nejstarší kláštery. Odsud se šířilo Sinajský poloostrov, do Palestiny, na Kypr a také do Sýrie, kde však dávali přednost poustevnickým formám asketického života. V Malé Asii vznikla ve druhé polovině 4. století jediná východní řehole, jejímž tvůrcem byl Basileios Veliký. Do Konstantinopole proniklo mnišské hnutí v 1. polovině 5. století zásluhou císaře Theodosia II. a velmi rychle se tu rozšířilo. V polovině 6. století existovalo v hlavním městě byzantské říše více než 65 mužských klášterů.
Kláštery východního ritu měly mnohem více individualistické rysy než na latinském Západě. Mnišstvo se neřídilo s výjimkou basiliánské žádnými řeholemi. Zaměření kláštera určovaly buď jeho vedoucí osobnosti, které zde také udržovaly pořádek, nebo zakladatelé. Pravoslavný klášter tak představoval zcela nezávislou jednotku s vlastními pravidly.
Podle způsobu života mnichů a mnišek se rozlišuje několik typů pravoslavných klášterů. Koinobion představuje komunitu, v níž mniši žili společně a byli podřízeni představenému – hegumenovi. V laurách měli oddělené cely a scházeli se pouze jednou týdně, v neděli, nebo o svátcích ke společným bohoslužbám, modlitbám a jídlu. Mniši v idiorytmických klášterech se neshromažďovali vůbec, mohli mít vlastní majetek a vydělávat si na živobytí. Eremité – poustevníci žili na osamělých, nehostinných místech nebo dávali přednost nápadným asketickým projevům. Například Simeon Stylita starší žil téměř čtyřicet let na sloupu (zemřel jako sedmdesátiletý) a byl mnohými napodobován (stylité). Jiní přebývali například ve starých, vykotlaných stromech. V byzantské říši existovalo mnoho potulných mnichů, přestože synody tento způsob mnišského života odmítaly a potíraly.
Navzdory původním požadavkům asketického života byzantské kláštery rychle bohatly a mniši měli velký vliv na společnost. To mohlo být jedním z důvodů, které vedly císaře isaurijské dynastie k nastolení ikonoklasmu (obrazoborectví). Na druhé straně nedosáhl žádný byzantský klášter takového významu jako západní opatství, například v Cluny nebo Chartres. Byzantské kláštery také nevyvíjely rozsáhlé kulturní aktivity, srovnatelné se Západem, a vzdělanost nebyla v Byzanci výsadou duchovních, natož mnichů. Výjimku tvořil například konstantinopolský klášter Studios, kde existovalo skriptorium i knihovna. Východní mnišské hnutí bylo více spekulativní a vykazovalo větší odvrat od světských záležitostí. Mniši se nejméně půl dne věnovali modlitbám, jimiž se snažili dosáhnout stavu odpoutání od vnějšího světa, a v důsledku toho theóse – zbožštění.

## Vztah k ostatním církvím
Mezi pravoslavím a ostatními křesťanskými církvemi leží mnoho podstatných věroučných rozdílů, odlišnosti v církevní praxi, některé neslučitelné církevní obyčeje a hlavně rozdílnost ve spiritualitě. Dialog s katolickou církví navíc komplikují překážky politického charakteru, zatímco v dialogu s církvemi vzešlými z protestantské reformace nacházíme ještě výraznější rozdíly jak ve věrouce (např. v chápání svátostí), tak i v pojetí církevní praxe.

### Vztah ke katolické církvi
S katolickou církví spojuje pravoslaví mnoho – koncept apoštolské posloupnosti, svátosti, hierarchické pojetí církve, pohled na tradici a spojitost s církví apoštolů. Kulturní a teologické rozdíly mezi východní a západní církví existovaly prakticky od samého počátku křesťanství a došlo zde k výraznému historickému vývoji. Pravoslaví pohlíží na církevní učení, které se v katolické teologii objevilo s příchodem středověku (zvláště na filioque a papežský primát) jako na novoty, které vedly k rozbití společenství mezi církvemi. Rozpor mezi církvemi je vidět i u katolických dogmat přijatých v 19. a 1. polovině 20. století; Druhý vatikánský koncil vedl k výraznému zlepšení mezi oběma církvemi (mj. byly jejich vzájemné exkomunikace prohlášeny za neplatné). Obě církve se snaží o vzájemný dialog, který má za cíl obnovení církevního společenství mezi nimi. Po mnoha letech nebylo však dosaženo žádného průlomu v zásadních věroučných rozdílech.
V římskokatolické církvi došlo po velkém rozkolu (1054) k vývoji ve věrouce, který se projevil formulováním nových dogmat (definitivní zařazení vsuvky „filioque“ do vyznání víry, primát římského papeže, který není chápán jen jako čestné postavení, ale jako jeho pravomoc nad celou církví; učení o odpustcích, očistci; později i dogma o neomylnosti papežské; dogma o neposkvrněném početí Panny Marie atd.); dále byly na západě postupně přijaty nové zvyky a změněna církevní praxe. Když se hovoří o „obřadových odlišnostech“ obou církví, pak jde hlavně o chápání liturgie a jejích jednotlivých částí (viz např. rozdílné názory na proměnění svatých Darů při konání Eucharistie, epiklesi apod.), protože v katolické církvi se používají i východní rity a naopak i v pravoslaví se lze setkat se západním ritem.
Nepodstatný není ani vstup papeže do nejvyšší světské politiky (zabývat se světskou politikou bylo už dříve kánony svatých Otců pro duchovní osoby zakázáno). Všechna tato nová dogmata a změny v církevní praxi jsou pro pravoslavné křesťany nepřijatelné, a proto vytvářejí překážku pro sjednocení římských katolíků s pravoslavnou církví. Tímto vývojem na západě se rozkol mezi západními křesťany a pravoslavnou církví zafixoval. Podle pravoslavné teologie jsou tato nová římská dogmata a zavedené odchylky od tradiční praxe odchýlením od původní křesťanské víry a autentické církevní praxe.
Roku 1054 došlo k velkému schizmatu, jehož bezprostřední příčinou byl spor o primát římského papeže. Papežští legáti uvalili klatbu na konstantinopolského patriarchu a na všechny, když jsou s ním v jednotě (což v praxi znamenalo celý Východ), na to odpověděla konstantinopolská církev slovy: Nespravedlivě uvalená klatba ať dopadne na ty, kdož ji uvalili. Rozkol byl však v praxi zpečetěn až o dvě století později, když křižácká vojska západních křesťanů přepadla Konstantinopol, zabíjela východní křesťany, znesvěcovala chrámy a svátosti a drancovala. Od těch dob už nechtěli lidé na Východě o jednotě s papežem ani slyšet a podle některých zmínek dávali přednost muslimům před římskými katolíky (známý výrok v Konstantinopoli: Raději uvidíme na našich ulicích muslimské turbany než kardinálské čepice).
Církve se pokoušely několikrát o obnovení jednoty různými jednáními o unii, jejichž příčiny byly často politické (tlak Osmanských Turků na Byzanc). Např. roku 1439 ve Florencii, kdy se však ukázalo, že mezi oběma církvemi jsou už neslučitelné věroučné rozdíly. Jednalo se tedy pouze o velmi časově omezené pokusy, navíc se zápornými dopady na dlouhodobý vztah obou církví. Pravoslavní delegáti vypovídali, že byli pod tlakem, a ti, kteří unii podepsali, byli pak doma lidem vnímáni jako zrádci pravoslaví.
Vztah věřících obou církví je tedy kromě rozdílů ve víře a církevní praxi zatížen i dalšími historickými skutečnostmi, zvláště vypleněním Konstantinopole čtvrtou křížovou výpravou roku 1204 a selháním západní pomoci při obléhání Konstantinopole sultánem Mehmedem II. roku 1453. Roku 1964 však papež Pavel VI. a patriarcha Athenagoras sňali devět set let starou vzájemnou exkomunikaci a roku 1967 došlo v Jeruzalémě k historicky prvnímu setkání papeže a konstantinopolského patriarchy po vypuknutí schizmatu, který ovšem stále trvá.
Dne 4. května 2001 se papež Jan Pavel II. omluvil za veškerá příkoří, která katolíci pravoslavným způsobili, a při 800. výročí vyplenění Konstantinopole, roku 2004, tuto prosbu o odpuštění zopakoval. Patriarcha Bartoloměj I. byl naopak roku 2005 jako vůbec první konstantinopolský patriarcha přítomen pohřbu papeže. Z pohledu pravoslavných jsou však papežova omluvná slova a vstřícné nabídky k dialogu v protikladu s praktickým působením Vatikánu vůči pravoslavným církvím – zvláště máme na mysli papežovu podporu výsledků dřívějších unií, které pravoslavní vnímají jako neblahé a protipravoslavné akty.
Významným problémovým bodem dialogu je tudíž otázka řeckokatolických církví, totiž východních církví, které vznikly před půl tisíciletím na původně pravoslavném území pod polskou či habsburskou nadvládou poté, co zdejší původně pravoslavní věřící a kněží museli přijmout papežský primát a byli pod tlakem světské moci podrobeni jurisdikci římské církve – s tím, že si mohou ponechat východní obřad. Stejný politický tlak v opačném gardu pak vyvíjelo na svém území carské samoděržaví, ruští bolševici, komunisté v Československu či v Rumunsku. Existuje zde dodnes mnoho vzájemných majetkových sporů i vědomí křivd dané komplikovaným soužitím věřících z obou církví na jednom území.
V zemích, které se ocitly pod nadvládou ateistického komunismu, docházelo k násilné likvidaci řeckokatolických církví, jejichž kněžstvo i věřící byli nuceni k přestupu k pravoslaví (lvovský synod v r. 1946, prešovský synod v r. 1950, zrušení unie v Rumunsku v r. 1948). Restituci uniatů umožnil až postupný rozklad komunismu od 60. let 20. století. Podle pravoslavných patří dodnes uniatské církve k největším nepřátelům pravoslaví, v moderní době má tento náhled oporu v dění na východním Slovensku a Ukrajině v 90. letech 20. století, kdy řeckokatolíci po pádu komunismu žádali navrácení chrámů a majetku, který jim komunisté v předchozích letech násilně zabrali a následně věnovali pravoslavným. Pravoslavní drtivou většinu tohoto majetku vrátit odmítali, úspěšní v tomto postoji však byli jen někde. To byl důvod proč koncem 90. let zmrazily pravoslavné církve dialog s římskokatolickou církví a jediným tématem, o němž byly ochotny jednat, byli řeckokatolíci[zdroj?].

### Vztah k anglikánskému společenství a starokatolické církvi
K výraznějšímu přiblížení došlo ve vztahu k anglikánskému společenství a starokatolické církvi; problémem zde je ovšem nově zavedené svěcení žen v anglikánské církvi a další protestantizující tendence. Například akceptování nebo tolerování homosexuality u některých protestantských církví je pro Pravoslavnou církev zcela nepřijatelná doktrína.[zdroj?]

### Ekumenická rada církví
Pravoslavné církve jsou až na několik výjimek členy Ekumenické rady církví, kde se nabízí možnost dialogu s protestantskými a reformovanými církvemi. Pravoslavných církví ovšem v radě k poměru k ostatním církvím není mnoho, a tak jsou často při rozhodování v menšině. Gruzínská pravoslavná církev ovšem na protest proti misii protestantských církví v Gruzii radu zcela opustila. Odchod pravoslavné církve ze Světové rady církví je uvnitř pravoslavné církve intenzivně diskutovaná otázka. Část biskupů na protest proti účasti pravoslavných představitelů v ekumenickém hnutí odešla do ohrazení a nemají nyní s tzv. oficiálními pravoslavnými církvemi společenství, uznávají však tajiny (svátosti) udělované ve většině z nich (jedná se starokalendářní synody v Řecku, rumunský starokalendářní synod nebo část ruské zahraniční církve).